# 11682 Shiwaku
11682 Shiwaku eller 1998 EX6 är en asteroid i huvudbältet som upptäcktes den 3 mars 1998 av den japanske astronomen Hiroshi Abe i Yatsuka. Den är uppkallad efter Hideaki Shiwaku, vän till upptäckaren.
Asteroiden har en diameter på ungefär 5 kilometer och den tillhör asteroidgruppen Nysa.